# 939
939 (CMXXXIX) je bilo navadno leto, ki se je po julijanskem koledarju začelo na torek.

## Dogodki
- 1. januar

## Rojstva
- Al-Mansur, vojskovodja Kordobskega kalifata in regent († 1002)